# Rob Witschge
Robert „Rob“ Witschge (* 22. August 1966 in Amsterdam) ist ein ehemaliger niederländischer Fußballspieler und heutiger Trainer.
Er spielte bei SDW, Ajax Amsterdam (1985 bis 1989, 92 Spiele in der Eredivisie, 13 Tore), AS St. Etienne (1989 bis Saison 1990/1991, 43 Spiele, elf Tore), Feyenoord Rotterdam (Saison 1990/1991 bis 1996, 160 Spiele in der Eredivisie, 25 Tore), FC Utrecht (1996 bis 1998, 57 Spiele in der Eredivisie, ein Tor) und den saudischen Klub al-Ittihad (1998 bis 1999). Witschge spielte zwischen 1989 und 1995 30-mal für die niederländische Nationalmannschaft, dabei traf er dreimal. Er ist der ältere Bruder von Richard Witschge.

## Erfolge
- Europapokal der Pokalsieger: 1987
- Niederländischer Meister: 1992/93
- Niederländischer Pokalsieger (6): 1986, 1987, 1991, 1992, 1994, 1995
- Johan Cruijff Schaal: 1991